# Ионов, Николай Иванович
Никола́й Ива́нович Ио́нов (1894—1965) — русский революционер, советский партийный и профсоюзный деятель.

## Биография
Родился в семье портного-кустаря. В 1905 году окончил с отличием Петербургское городское училище. С 1913 года работал портным-закройщиком. В январе 1913 года вступил в члены Петербургского Общества рабочих-портных, в феврале того же года стал членом РСДРП(б). 12 мая избран в Правление Общества и стал его секретарем. Один из организаторов журнала «Пролетарий иглы». Входил в рабочую группу при фракции большевиков в IV Государственной думе. Сотрудничал с газетой «Правда», в редакции которой в июле 1914 года был арестован. В сентябре 1914 года вошёл в состав райкома РСДРП(б) 1-го городского района Петрограда. В сентябре 1915 года призван в армию — в 177-й пехотный запасной полк в Новгороде. 21 января 1916 года экстерном сдал экзамен за четырёхклассное реальное училище. В марте 1917 года избирался  председателем Новгородского комитета РСДРП(б) и отправлен делегатом на VII (апрельскую) конференцию РСДРП(б). В апреле по болезни демобилизован из армии.  Вернувшись в Петроград, работал в городском Союзе швейников и возобновил издание журнала «Пролетарий иглы». Летом того же года избран членом Исполкома петроградского бюро профсоюзов. 
Активный участник Октябрьской революции, исполнительный секретарь Центрального Комитета профсоюза швейников. В ноябре 1917 года член ВЦИК. В январе 1918 года на Всероссийском съезде швейников избран секретарем ЦК профсоюза швейников. Делагат V Всероссийского съезда Советов. В годы гражданской войны — член штаба коммунистического отряда особого назначения при Городском райкоме РКП(б). С октября 1919 по август 1920 года принимал участие в производстве военного обмундирования как член ЦК профсоюза швейников и председатель коллегии военного обмундирования при «Центротекстиле». 
- с 1918 по 1926 год — председатель и член ЦК Всероссийского союза рабочих-швейников
- 1918—1920 и 1923—1925 гг. — член Моссовета
- 1922 году — делегат XI съезда РКП(б) от ЦК Союза швейников (с правом совещательного голоса)[3]
- 1923—1925 гг. — редактор журнала «Швейник»
- с 1927 года — заведующий отделом и член ревизионной Комиссии ВЦСПС, член Экономического Совета РСФСР
- осенью 1930 г. поступил в Институт красной профессуры и без отрыва от учёбы направлен на работу на радиозавод
- с 1934 по лето 1940 года — в Управлении производственных предприятий Наркомсвязи
- 1940—1944 — начальник военного отдела Советского райкома МГК ВКП(б)
- 1945—1951 — сотрудник Центрального музея В.И. Ленина[1]
- с 1952 года — персональный пенсионер союзного значения[2]

Неоднократно избирался членом ЦИК и ВЦИК. 
Умер после тяжёлой болезни 9 июня 1965 года в Москве. Похоронен на Новодевичьем кладбище (6-й участок 19-й ряд).